# La estrella vacía
La estrella vacía es una película de drama mexicana de 1960, escrita y dirigida por Emilio Gómez Muriel y protagonizada por María Félix. Está basada en la novela homónima de Luis Spota.

## Sinopsis
Olga Lang (María Félix), es una mujer de pueblo con sueños de grandeza y anhelos de ser una famosa actriz, que pueda ser reconocida por su talento, y por el esplendor que pueda llevar consigo el trabajar en el teatro así como en el cine. Desde muy pequeña soñaba con el triunfo y estaría dispuesta a lograrlo a cuestas de lo que sea. Su inicio como estrella famosa, se da gracias a la comunicación que tiene con una amiga, Teresa Mallén (Rita Macedo) pues ella conoce a Luis (Ignacio López Tarso) un periodista que está muy allegado a grandes personalidades del cine y que conoce a contactos que pueden conducir a Olga Lang al éxito. Durante una invitación de Teresa para Olga, ella conoce a Luis y se enamora profundamente de él,. Fruto de su amor, queda embarazada, pero consciente de que un hijo en sus inicios será un tropiezo decide abortarlo, -hecho- que pasado el tiempo traería una gran soledad pero que de momento era un impedimento para su carrera.
Su ambición por el éxito fue tal, que enamoró a varios hombres para obtener lo que necesitaba de ellos y así abrirse un nuevo camino hacia la riqueza y la fama.

## Reparto
- María Félix - Olga Lang
- Ignacio López Tarso - Luis Arvide
- Carlos López Moctezuma - Federico Guillén
- Rita Macedo - Teresa Mallén
- Enrique Rambal - Rodrigo Lemus
- Luis Aragón- Jorge del Valle
- Tito Junco - Edmundo Sisler
- Ramón Gay - Raúl
- Carlos Navarro - Rolando Vidal
- Wolf Ruvinskis - Tomas Tellez
- Mauricio Garcés - Jiménez
- Emma Roldán - Emilia González, partera

## Producción
La película está basada en una popular novela homónima de Luis Spota. Aunque María Félix fue tomada como la base de la protagonista de la novela por el público, lo cierto es que Spota se inspiró en diversas figuras, como Lupe Vélez y Ava Gardner. La propia María Félix, junto con otras personalidades (Vélez, Dolores del Río, Jorge Negrete, Emilio Fernández), aparecen en el libro, pero fueron omitidos de la película.